# 布里達爾維爾瀑布

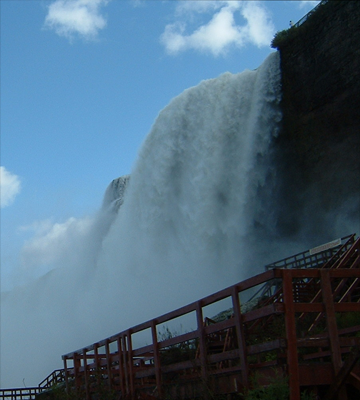

布里達爾維爾瀑布（Bridal Veil Falls），或『新娘面紗瀑布』，是構成尼亞加拉瀑布的三座瀑布之一，也是三座瀑布中規模最小的一座，位於尼亞加拉瀑布的美國一側，寬15米，落差為24米至31米。